# Список заповедников Израиля
Список заповедников Израиля содержит перечень заповедников, расположенных на территории Государства Израиль. Все заповедники Израиля находятся в подчинении государственной организации «Управление природы и парков Израиля», которая осуществляет управление и надзор за заповедниками.

## Список заповедников
В 2015 году Управление природы и парков Израиля насчитывало 275 заповедников на территории Израиля и на западном берегу Иордана общей площадью 4 798 293 дунама.